# Battaglia di Blenheim
La battaglia di Blenheim o seconda battaglia di Höchstädt (tedesco: Zweite Schlacht bei Höchstädt; francese: Bataille de Höchstädt; olandese: Slag bij Blenheim) fu combattuta il 13 agosto 1704 e costituì uno dei momenti cruciali nella guerra di successione spagnola. Ebbe luogo nei pressi del villaggio di Höchstädt am Donau (Danubio), 16 km circa a sud-ovest della città di Donauwörth in Baviera.
Alla battaglia presero parte gli eserciti della Grande Alleanza (inglesi, imperiali austriaci, hannoveriani, prussiani e assiani, più altri dei Paesi Bassi e della Danimarca), guidati dal Duca di Marlborough, e dal principe Eugenio di Savoia, comandante degli imperiali. Essi si opponevano ai francesi e ai bavaresi, guidati dal Duca di Tallard, dal principe elettore Massimiliano II Emanuele di Baviera e dal Conte di Marsin.
La vittoria alleata fu decisiva, forse la più grande disfatta francese in quarant'anni (a parte l'assedio di Torino del 1706), arrestò l'invasione dell'Austria da parte della Francia e del suo alleato, la Baviera, mettendo di fatto fine alla fase espansiva del regno di Luigi XIV e costringendo l'Elettorato di Baviera alla resa.

## Contesto

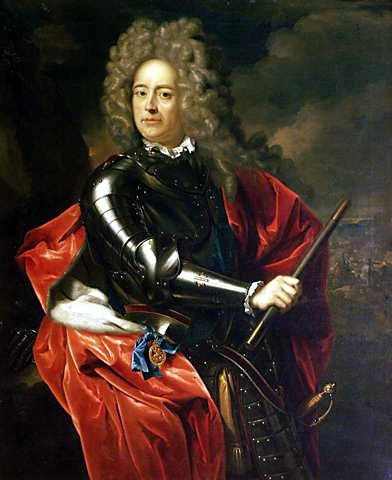
Ritratto del Duca di Marlborough, opera di Adriaen van der Werff (dicembre 1704)

Nel 1700 il re Carlo II di Spagna, ultimo discendente di Carlo V, morì senza lasciare eredi; nel testamento designò come suo successore Filippo d'Angiò, nipote del re Luigi XIV di Francia, scelta che al Regno d'Inghilterra non piacque, perché un'alleanza fra il Regno di Francia e quello di Spagna avrebbe dato vita a una superpotenza dominante sulla scena europea. Fedele alla sua politica di equilibrio europeo, l'Inghilterra si mise quindi alla testa della Grande Alleanza, una coalizione di nazioni, che includeva anche la Repubblica delle Sette Province Unite, favorevoli all'insediamento di Carlo d'Asburgo sul trono di Spagna: ebbe così inizio la Guerra di successione spagnola.
Nel 1704, la guerra era giunta al suo quarto anno. L'anno precedente era stato un anno di successi per la Francia e i suoi alleati, soprattutto sul Danubio, dove il maresciallo Claude Louis Hector de Villars e l'elettore Massimiliano II Emanuele di Baviera, avevano creato una minaccia diretta a Vienna, la capitale della monarchia asburgica. Vienna era stata salvata dal dissenso tra i due comandanti, che aveva portato alla sostituzione di Villars con il meno dinamico maresciallo Ferdinand de Marsin. Tuttavia, la minaccia era ancora reale: la rivolta ungherese di Rákóczi minacciava gli approcci orientali dell'Impero e le forze del maresciallo Luigi Giuseppe, duca di Vendôme minacciavano un'invasione dall'Italia settentrionale. Alle corti di Versailles e di Madrid, si prevedeva con fiducia la caduta di Vienna, un evento che avrebbe quasi certamente portato al collasso del ricostituita Grande Alleanza.
Per isolare il Danubio da qualsiasi intervento alleato, i 46 000 uomini del maresciallo François de Neufville, duc de Villeroi dovevano bloccare le 70 000 truppe olandesi e britanniche intorno a Maastricht nei Paesi Bassi spagnoli, mentre il generale Robert Jean Antoine de Franquetot de Coigny proteggeva l'Alsazia da un attacco a sorpresa con un altro corpo d'armata. Le uniche forze immediatamente disponibili per la difesa di Vienna erano i 36 000 uomini del principe Luigi Guglielmo, margravio di Baden-Baden, di stanza sulla Linea di Stollhofen per sorvegliare il maresciallo Camille d'Hostun, duc de Tallard, a Strasburgo; e 10 000 uomini sotto il principe Eugenio di Savoia a sud di Ulma.
Sia l'ambasciatore imperiale austriaco a Londra, Conte Wratislaw, sia il Duca di Marlborough si resero conto delle implicazioni della situazione sul Danubio. Gli olandesi erano contrari a qualsiasi operazione militare avventurosa a sud del Danubio e non avrebbero permesso alcun indebolimento delle forze nei Paesi Bassi spagnoli. Marlborough, rendendosi conto che l'unico modo per rafforzare gli austriaci era l'uso della segretezza e dell'astuzia, decise di ingannare i suoi alleati olandesi fingendo di spostare le sue truppe verso la Mosella – un piano approvato da L'Aia – ma una volta lì, avrebbe eluso il guinzaglio olandese e si sarebbe collegato con le forze austriache nella Germania meridionale.

## Preludio

### I protagonisti marciano verso il Danubio
(Winston Churchill, Marlborough: His Life and Times, volume II, London, George G Harrap, 1934, p. 324)

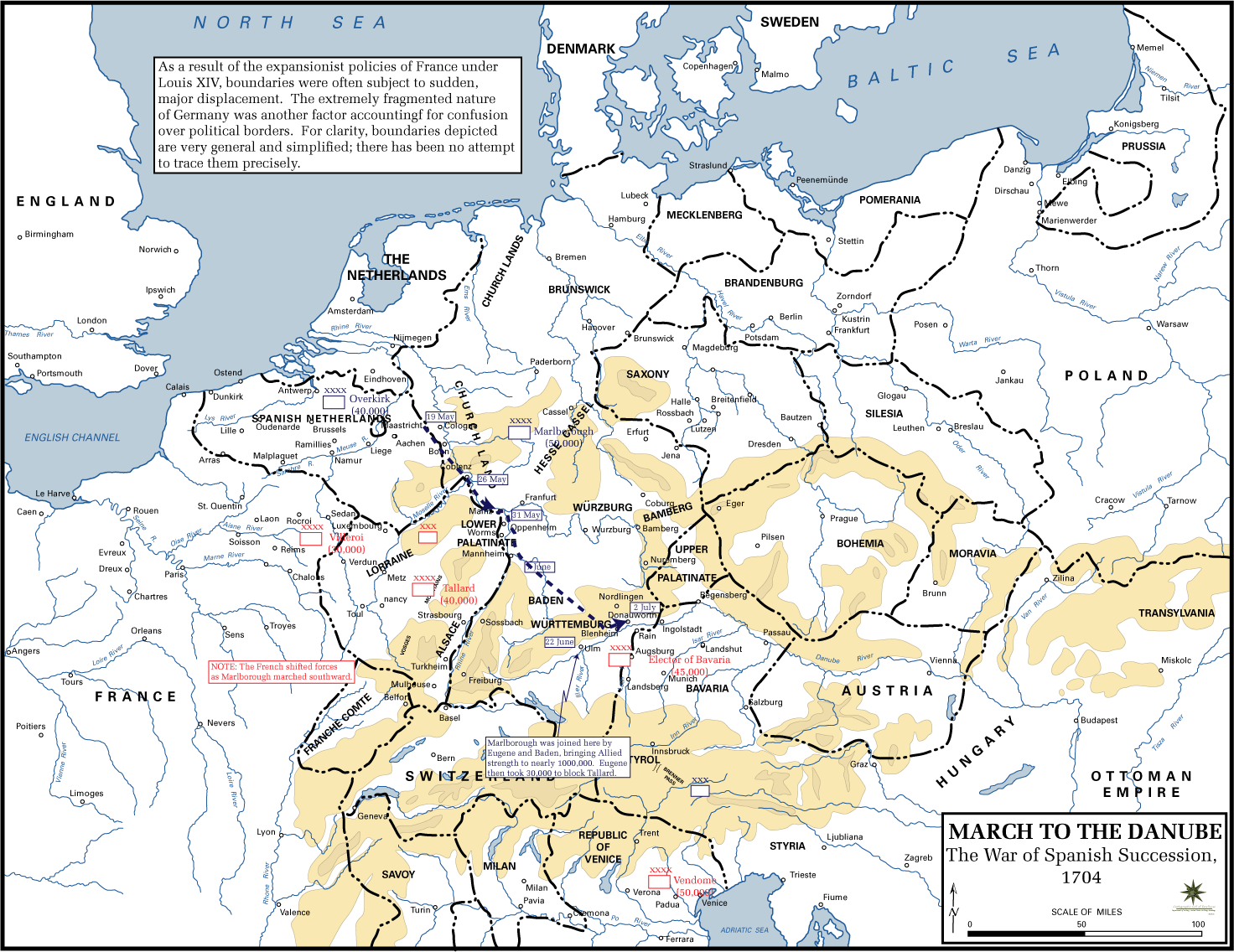
Gli spostamenti dei due eserciti prima di Blenheim

La marcia di Marlborough iniziò il 19 maggio da Bedburg, 32 km a nord-ovest di Colonia. L'esercito radunato dal fratello di Marlborough, il generale Charles Churchill, consisteva di 66 squadroni di cavalleria, 31 battaglioni di fanteria e 38 cannoni e mortai, per un totale di 21 000 uomini, di cui 16 000 inglesi; la forza iniziale di 21 000 uomini era accompagnata da 1 700 carri di rifornimento trainati da 5 000 cavalli da tiro, l'artiglieria ne aveva bisogno di altrettanti. Questa forza fu incrementata durante il viaggio e quando raggiunse il Danubio contava 40 000 uomini – 47 battaglioni e 88 squadroni. Mentre Marlborough guidava l'esercito verso sud, il generale olandese, Enrico Nassau, Lord Auverquerque, mantenne una posizione difensiva nella Repubblica delle Sette Province Unite contro la possibilità che Villeroi sferrasse un attacco. Marlborough aveva assicurato agli olandesi che se i francesi avessero lanciato un'offensiva sarebbe tornato in tempo utile, ma aveva calcolato che, marciando verso sud, l'esercito francese sarebbe stato attirato dietro di lui. In questa ipotesi Marlborough si dimostrò corretto: Villeroi seguì Marlborough con 30 000 uomini in 60 squadroni e 42 battaglioni. Marlborough scrisse a Godolphin «Sono molto consapevole di avere una grande responsabilità, ma se dovessi agire diversamente, l'Impero sarebbe disfatto...»
Mentre gli Alleati si preparavano, i francesi cercavano di sostenere e rifornire Marsin. Egli aveva operato con Massimiliano II contro il Principe Luigi ed era in qualche modo isolato dalla Francia: le sue uniche linee di comunicazione passavano attraverso i passi rocciosi della Foresta Nera. Il 14 maggio, Tallard portò 8 000 rinforzi e ingenti rifornimenti e munizioni attraverso il difficile terreno, superando nel contempo Johann Karl von Thüngen, il generale imperiale che cercava di sbarrargli la strada. Tallard tornò quindi con le proprie forze verso il Reno, eludendo ancora una volta i tentativi di Thüngen di intercettarlo.

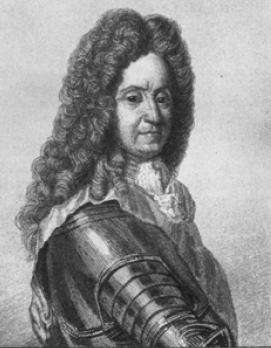
Camille d'Hostun, Duca di Tallard, comandante dell'esercito franco-bavarese

Il 26 maggio Marlborough raggiunse Coblenza, dove la Mosella incontra il Reno. Se avesse inteso attaccare lungo la Mosella, la sua armata avrebbe dovuto volgere a ovest; invece attraversò la riva destra del Reno e fu rinforzata da 5 000 uomini in attesa degli hannoveriani e dei prussiani. I francesi si resero allora conto che non ci sarebbe stata alcuna campagna sulla Mosella. Un secondo possibile obiettivo si presentava loro – un'incursione alleata in Alsazia e un attacco a Strasburgo. Marlborough alimentò questa apprensione costruendo ponti sul Reno a Philippsburg, uno stratagemma che non solo incoraggiò Villeroi a venire in aiuto di Tallard nella difesa dell'Alsazia, ma che fece sì che il piano francese di marciare su Vienna fosse ritardato in attesa di vedere cosa avrebbe fatto l'esercito di Marlborough.
Incoraggiati dalla promessa di Marlborough di tornare nei Paesi Bassi se vi si fosse materializzato un attacco francese, trasferendo le sue truppe lungo il Reno su chiatte al ritmo di 130 km al giorno, gli Stati Generali accettarono di rilasciare il contingente danese di sette battaglioni e 22 squadroni come rinforzo. Marlborough raggiunse Ladenburg, nella pianura del Neccaro e del Reno, e lì si fermò per tre giorni per far riposare la cavalleria e permettere ai cannoni e alla fanteria di chiudersi. Il 6 giugno arrivò a Wiesloch, a sud di Heidelberg. Il giorno seguente, l'esercito alleato si allontanò dal Reno verso le colline del Giura svevo e il Danubio. Finalmente la destinazione di Marlborough era stata stabilita senza dubbi.

### Strategia

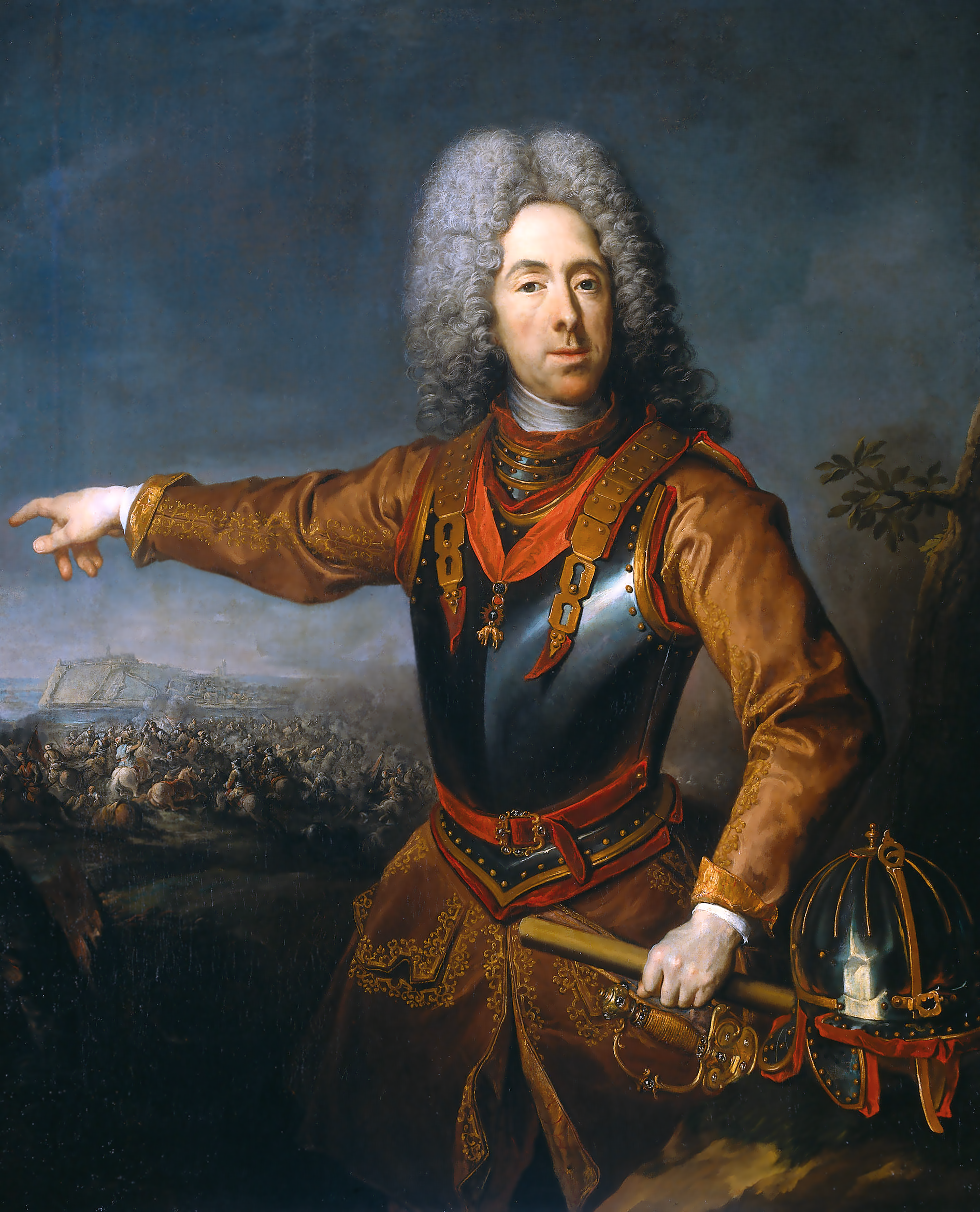
Il principe Eugenio di Savoia (1663–1736) in un ritratto di Jacob van Schuppen. Il principe Eugenio incontrò Marlborough per la prima volta nel 1704: fu l'inizio di un'amicizia personale e professionale che durò tutta la vita

Il 10 giugno, Marlborough incontrò per la prima volta il presidente del Consiglio di guerra di Corte, il principe Eugenio di Savoia – accompagnato dal conte Wratislaw – nel villaggio di Mundelsheim, a metà strada tra il Danubio e il Reno. Il 13 giugno, il comandante imperiale di campo, il principe Luigi, li raggiunse a Großheppach. I tre generali comandavano una forza di quasi 110 000 uomini. In questa conferenza fu deciso che il principe Eugenio sarebbe tornato con 28 000 uomini sulle linee di Stollhofen, sul Reno, per sorvegliare Villeroi e Tallard e impedire che andassero in aiuto dell'esercito franco-bavarese sul Danubio. Nel frattempo, le forze di Marlborough e del principe Luigi si sarebbero unite, per un totale di 80 000 uomini, e avrebbero marciato sul Danubio per cercare Massimiliano II e Marsin prima che potessero essere rinforzati.
Conoscendo la destinazione di Marlborough, Tallard e Villeroi si incontrarono a Landau nel Palatinato il 13 giugno per costruire un piano per salvare la Baviera. La rigidità del sistema di comando francese era tale che qualsiasi variazione rispetto al piano originale doveva essere approvata da Versailles. Il Conte di Mérode-Westerloo, comandante delle truppe fiamminghe nell'esercito di Tallard, scrisse: «Una cosa è certa: abbiamo ritardato la nostra marcia dall'Alsazia per troppo tempo e in modo del tutto inspiegabile». L'approvazione di re Luigi arrivò il 27 giugno: Tallard doveva rinforzare Marsin e Massimiliano II sul Danubio attraverso la Foresta Nera, con 40 battaglioni e 50 squadroni; Villeroi doveva bloccare gli Alleati che difendevano le linee di Stollhofen o, se gli Alleati avessero spostato tutte le loro forze sul Danubio, doveva unirsi a Tallard; Coigny con 8 000 uomini avrebbe protetto l'Alsazia. Il 1º luglio l'armata di Tallard, composta da 35 000 uomini, riattraversò il Reno a Kehl e iniziò la sua marcia.
Il 22 giugno, le forze di Marlborough si ricongiunsero con quelle imperiali del principe Luigi a Launsheim, dopo aver percorso 400 km in cinque settimane. Grazie a un calendario attentamente pianificato, gli effetti dell'usura erano stati ridotti al minimo. Il capitano Parker descrisse la disciplina della marcia: «Mentre marciavamo attraverso il paese dei nostri alleati, furono nominati dei commissari per fornirci ogni genere di necessità per uomini e cavalli... i soldati non avevano altro da fare che piantare le tende, far accendere i bollitori e sdraiarsi per riposare». In risposta alle manovre di Marlborough, Massimiliano e Marsin, consapevoli del loro svantaggio numerico con soli 40 000 uomini, spostarono le loro forze nel campo trincerato di Dillingen sulla riva nord del Danubio. Marlborough non poté attaccare Dillingen a causa della mancanza di cannoni d'assedio: non era stato in grado di portarne dai Paesi Bassi e il principe Luigi non ne aveva forniti, nonostante le precedenti assicurazioni.

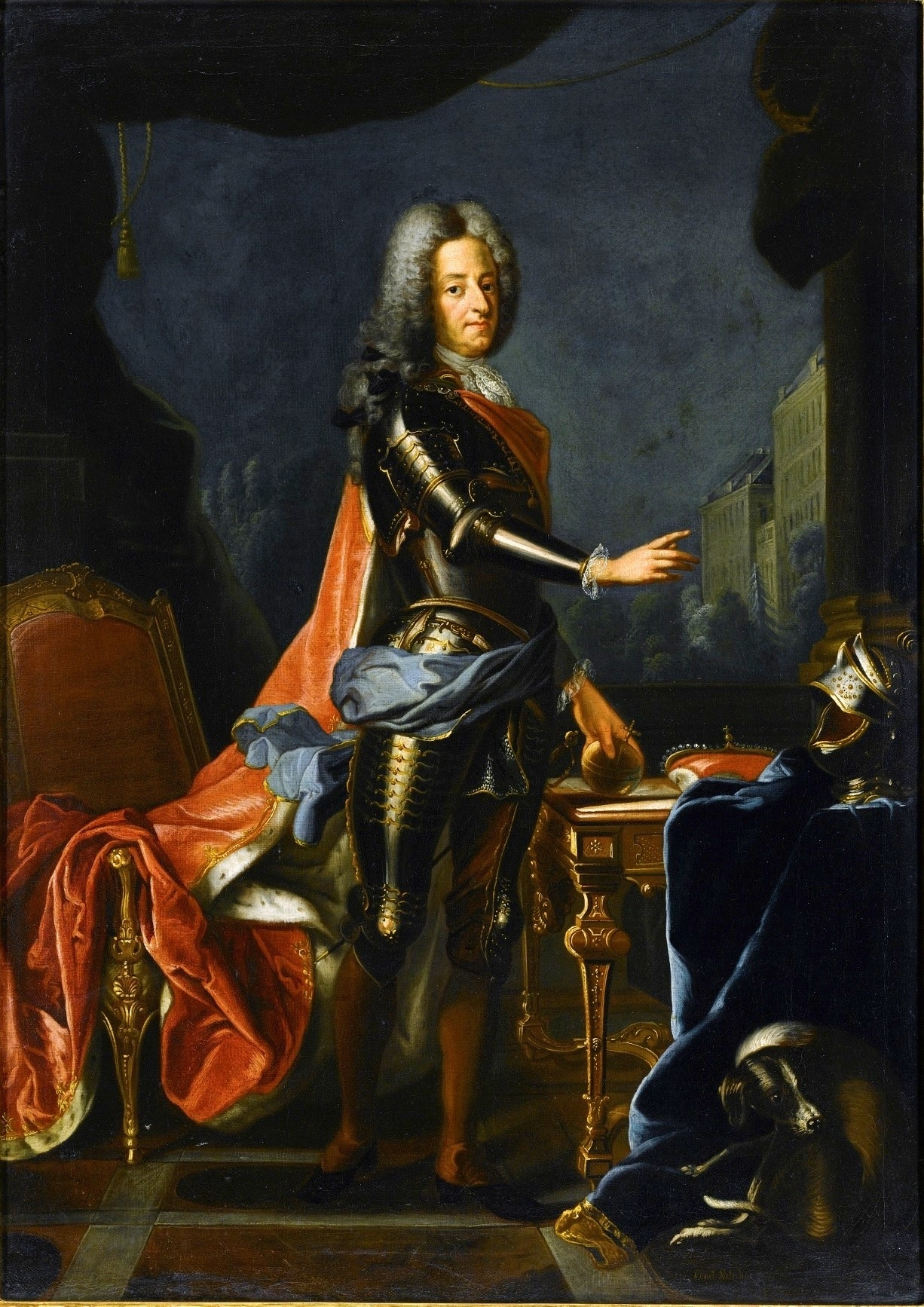
Massimiliano Emanuele, Elettore di Baviera, comandante dell'ala sinistra franco-bavarese

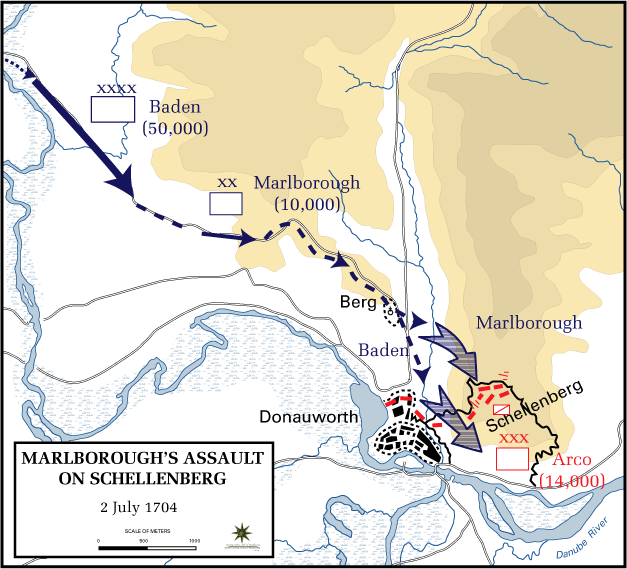
L'assalto alleato allo Schellenberg – preso con un colpo di mano il 2 luglio – fornì agli Alleati un eccellente attraversamento del fiume

Gli Alleati avevano bisogno di una base per le provviste e di un buon attraversamento del fiume. Di conseguenza, il 2 luglio Marlborough assaltò la fortezza di Schellenberg sulle alture sopra la città di Donauwörth. Il conte Jean d'Arco era stato inviato con 12 000 uomini dal campo franco-bavarese per tenere la città e la collina erbosa, ma dopo una feroce battaglia, con pesanti perdite da entrambe le parti, Schellenberg cadde. Questo costrinse Donauwörth ad arrendersi poco dopo. Massimiliano, sapendo che la sua posizione a Dillingen non era più sostenibile, prese posizione dietro le forti fortificazioni di Augusta.
La marcia di Tallard presentava un dilemma per il principe Eugenio: se gli Alleati non dovevano essere in inferiorità numerica sul Danubio, egli capì che doveva cercare di tagliare la strada a Tallard prima che potesse arrivarci, oppure di rinforzare Marlborough. Se si fosse ritirato dal Reno al Danubio, Villeroi avrebbe potuto muoversi verso sud per collegarsi con Massimiliano e Marsin. Il principe Eugenio scese a un compromesso, lasciando 12 000 soldati a guardia delle linee di Stollhofen e marciando con il resto del suo esercito per prevenire Tallard.
In inferiorità numerica, il principe Eugenio non riuscì a disturbare seriamente la marcia di Tallard, ma i progressi del maresciallo francese si stavano rivelando lenti. La forza di Tallard aveva sofferto molto di più delle truppe di Marlborough durante la marcia: molti dei cavalli della sua cavalleria erano affetti da morva e i passi di montagna si stavano rivelando difficili per i 2 000 carri carichi di provviste. I contadini tedeschi locali, arrabbiati per i saccheggi francesi, aggravarono i problemi di Tallard, portando Mérode-Westerloo a lamentarsi: «I contadini infuriati uccisero diverse migliaia di nostri uomini prima che l'esercito fosse uscito dalla Foresta Nera».
Il 14 luglio, ad Augusta, Massimiliano fu informato che Tallard stava attraversando la Foresta Nera. Questa buona notizia rafforzò la sua politica di inazione, incoraggiandolo ulteriormente ad aspettare i rinforzi. Questa reticenza a combattere indusse Marlborough a intraprendere una controversa politica di spoliazione in Baviera, bruciando edifici e coltivazioni in tutte le ricche terre a sud del Danubio. Lo scopo era duplice: in primo luogo fare pressione su Massimiliano affinché combattesse o scendesse a patti prima dell'arrivo di Tallard con i rinforzi; in secondo luogo, rovinare la Baviera come base da cui gli eserciti francese e bavarese potessero attaccare Vienna o inseguire Marlborough in Franconia se, a un certo punto, avesse dovuto ritirarsi verso nord. Ma questa distruzione, unita al prolungato assedio di Rain dal 9 al 16 luglio, fece sì che il principe Eugenio si lamentasse «...dopo l'azione di Donauwörth non posso più ammirare le loro azoni», e più tardi concluse: «Se dovrà tornare a casa senza aver raggiunto il suo obiettivo, sarà certamente rovinato».

### Posizionamento finale

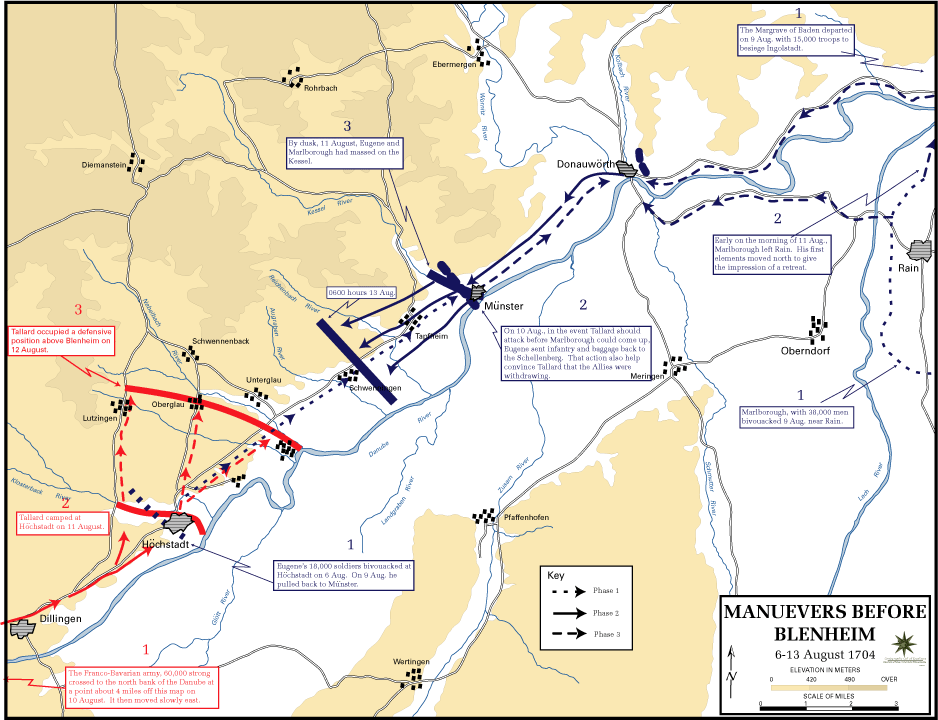
Manovre prima della battaglia

Tallard, con 34 000 uomini, raggiunse Ulma, unendosi a Massimiliano e Marsin ad Augusta il 5 agosto, sebbene Massimiliano avesse disperso il suo esercito in risposta alla campagna di Marlborough di devastazione della regione. Sempre il 5 agosto, il principe Eugenio raggiunse Höchstädt, cavalcando quella stessa notte per incontrarsi con Marlborough a Schrobenhausen. Marlborough sapeva che era necessario un altro punto di attraversamento del Danubio nel caso in cui Donauwörth fosse caduta in mano al nemico. Così, il 7 agosto, le prime 15 000 truppe imperiali del principe Luigi lasciarono la forza principale di Marlborough per assediare la città pesantemente difesa di Ingolstadt, 32 km più avanti lungo il Danubio, mentre il resto seguì due giorni dopo. Gli storici moderni, tra cui Falkner, Holmes e David, ritengono che questo possa essere stato un espediente per togliere di mezzo il «cauto e ostruzionista Margravio» (il principe Luigi di Baden);  in una lettera del 31 luglio 1704 Marlborough assicurò allo statista olandese Anthonie Heinsius che la decisione di iniziare l'assedio era corretta.

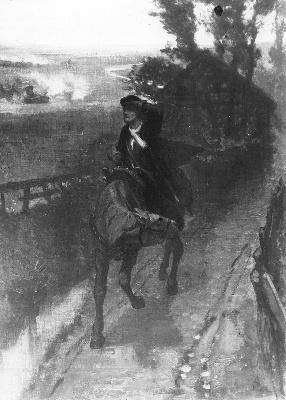
L'ufficiale olandese Willem Vleertman perlustra il terreno paludoso nei pressi di Blenheim a rischio della propria vita

Con le forze del principe Eugenio a Höchstädt, sulla riva nord del Danubio, e quelle di Marlborough a Rain, sulla riva sud, Tallard e Massimiliano discutevano sulla loro prossima mossa. Tallard preferiva aspettare, rifornirsi di provviste e lasciare che la campagna danubiana di Marlborough si arenasse nel clima autunnale più freddo; Massimiliano e Marsin, appena rinforzati, erano ansiosi di andare avanti. Alla fine i comandanti francesi e bavaresi accettarono di attaccare la forza minore del principe Eugenio. Il 9 agosto, le forze franco-bavaresi iniziarono ad attraversare la riva nord del Danubio. Il 10 agosto, il principe Eugenio inviò un dispaccio urgente per comunicare che stava ripiegando su Donauwörth. Con una serie di rapide marce Marlborough concentrò le sue forze su Donauwörth e, a mezzogiorno dell'11 agosto, il collegamento era completo.
Nel corso dell'11 agosto, Tallard si spinse in avanti dall'attraversamento del fiume a Dillingen. Il 12 agosto, le forze franco-bavaresi erano accampate dietro il piccolo fiume Nebel, vicino al villaggio di Blenheim nella pianura di Höchstädt. Lo stesso giorno, Marlborough e il principe Eugenio effettuarono una ricognizione della posizione francese dalla guglia della chiesa di Tapfheim e spostarono le loro forze combinate a Münster – 8 km dal campo francese. Una ricognizione francese al comando di Jacques Joseph Vipart, marchese di Silly si spinse in avanti per sondare il nemico, ma fu respinta dalle truppe alleate che si erano schierate per coprire i pionieri dell'esercito in avanzata, impegnati a colmare i numerosi torrenti della zona e a migliorare il passaggio che conduceva a ovest verso Höchstädt. Marlborough fece avanzare rapidamente due brigate al comando del tenente generale John Wilkes e del brigadiere Archibald Rowe per mettere in sicurezza la stretta striscia di terra tra il Danubio e la boscosa collina di Fuchsberg, presso la gola di Schwenningen. L'esercito di Tallard contava 56 000 uomini e 90 cannoni; l'esercito della Grande Alleanza 52 000 uomini e 66 cannoni. Alcuni ufficiali alleati, che erano a conoscenza della superiorità numerica del nemico e della sua forte posizione difensiva, si lamentarono con Marlborough dei rischi di un attacco, ma egli fu risoluto, in parte perché l'ufficiale olandese Willem Vleertman aveva perlustrato il terreno paludoso davanti a loro e aveva riferito che il terreno era perfettamente adatto alle truppe.

## Battaglia

### Il campo di battaglia
Il campo di battaglia si estendeva per quasi 6 km. L'estremo fianco destro dell'esercito franco-bavarese poggiava sul Danubio, mentre alla sua sinistra si trovavano le ondulate colline ricoperte di pini del Giura Svevo. Un piccolo torrente, il Nebel, fronteggiava la linea francese; il terreno su entrambi i lati era paludoso e guadabile solo a intermittenza. La destra francese poggiava sul villaggio di Blenheim, vicino al punto in cui il Nebel confluisce nel Danubio; il villaggio stesso era circondato da siepi, recinti, giardini recintati e prati. Tra Blenheim e il villaggio di Oberglauheim, a nord-ovest, i campi di grano erano stati ridotti a stoppie ed erano ora ideali per lo schieramento delle truppe. Da Oberglauheim alla successiva frazione di Lutzingen il terreno di fossati, boschetti e rovi era potenzialmente un terreno difficile per gli attaccanti.
Nel medesimo giorno il Duca di Marlborough decise un attacco condotto a monte del Danubio, su un ampio fronte, mentre le truppe franco-bavaresi sorprendentemente prendevano posizione con il debole appoggio del rio Nebel, e questo già quando le artiglierie degli alleati avevano iniziato il cannoneggiamento.

### Manovre iniziali

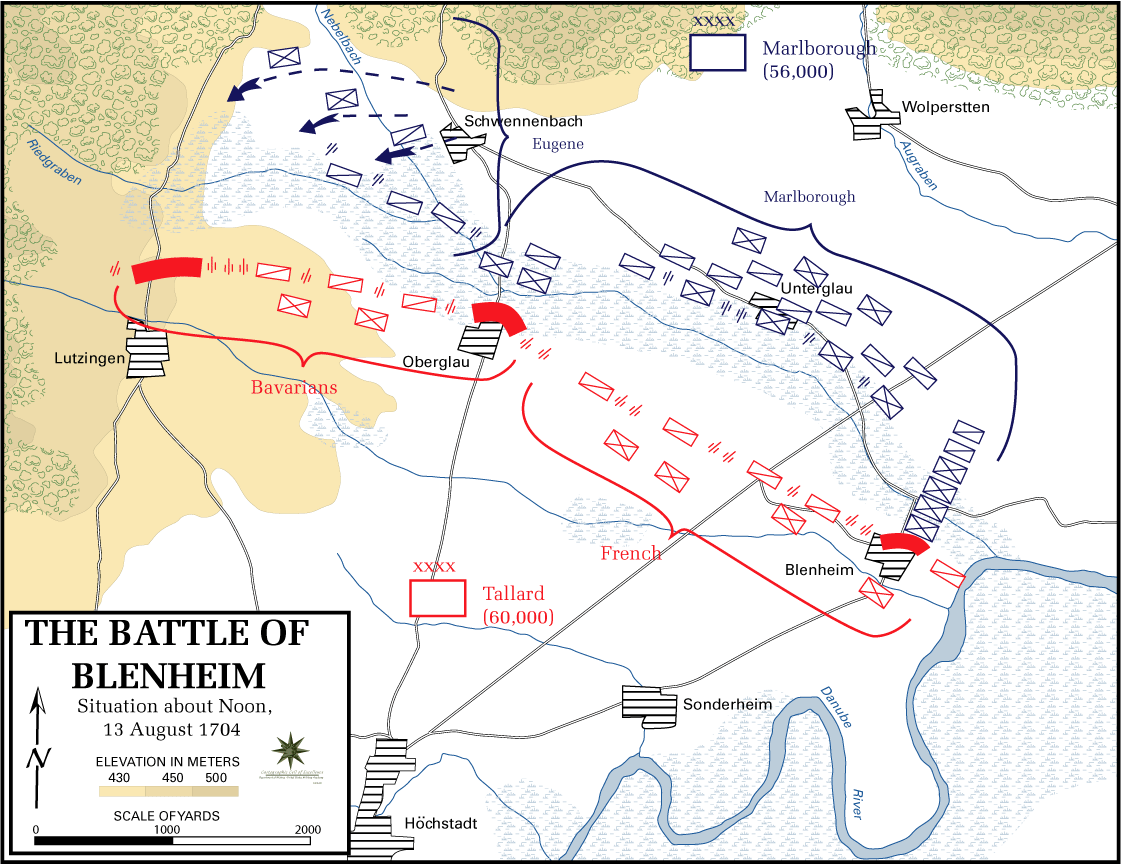
La posizione delle forze a mezzogiorno del 13 agosto. Marlborough assunse il controllo della parte sinistra delle forze alleate, compresi gli attacchi a Blenheim e Oberglauheim, mentre il principe Eugenio comandò la parte destra, compresi gli attacchi a Lutzingen.

Alle 02:00 del 13 agosto, 40 squadroni di cavalleria alleati furono inviati in avanti, seguiti alle 03:00, in otto colonne, dalla principale forza alleata che si spingeva oltre il Kessel. Alle 06:00 circa raggiunsero Schwenningen, a 3 km da Blenheim. Le truppe britanniche e tedesche che avevano tenuto Schwenningen durante la notte si unirono alla marcia, formando una nona colonna sulla sinistra dell'esercito. Marlborough e il principe Eugenio elaborarono i loro piani finali. I comandanti alleati concordarono che Marlborough avrebbe comandato 36 000 uomini e avrebbe attaccato la forza di Tallard di 33 000 uomini sulla sinistra, catturando anche il villaggio di Blenheim, mentre i 16 000 uomini del Principe Eugenio avrebbero attaccato le forze combinate di Massimiliano e Marsin di 23 000 uomini sulla destra. Se l'attacco fosse stato intenso, si prevedeva che Massimiliano e Marsin si sarebbero sentiti incapaci di inviare truppe in aiuto a Tallard sulla destra. Il tenente generale John Cutts avrebbe attaccato Blenheim di concerto con l'attacco del principe Eugenio. Con i fianchi francesi impegnati, Marlborough avrebbe potuto attraversare il Nebel e sferrare il colpo fatale ai francesi al loro centro. Gli Alleati avrebbero dovuto aspettare che il principe Eugenio fosse in posizione prima di poter iniziare lo scontro generale.
Tallard non si aspettava un attacco alleato: era stato ingannato dalle informazioni raccolte dai prigionieri presi da de Silly il giorno precedente e dalla forte posizione del suo esercito. Tallard e i suoi colleghi credevano che Marlborough e il principe Eugenio stessero per ritirarsi verso nord-ovest, in direzione di Nördlingen. Tallard scrisse un rapporto in tal senso a re Luigi quella mattina. I cannoni di segnalazione furono sparati per far entrare i gruppi di foraggiamento e i picchetti mentre le truppe francesi e bavaresi si disponevano in ordine di battaglia per affrontare l'inaspettata minaccia.
Verso le 08:00 l'artiglieria francese sull'ala destra aprì il fuoco, cui risposero le batterie del colonnello Holcroft Blood. I cannoni furono uditi dal principe Luigi nel suo accampamento prima di Ingolstadt. Un'ora dopo Tallard, Massimiliano e Marsin salirono sul campanile di Blenheim per definire i loro piani. Fu deciso che Massimiliano e Marsin avrebbero tenuto il fronte dalle colline a Oberglauheim, mentre Tallard avrebbe difeso il terreno tra Oberglauheim e il Danubio. I comandanti francesi erano divisi su come utilizzare il Nebel: la tattica preferita da Tallard era quella di attirare gli alleati al di là del fiume prima di scatenare la cavalleria contro di loro; Marsin e Maximilian si opposero, ritenendo che fosse meglio avanzare la fanteria fino al torrente stesso, in modo che, mentre il nemico si dibatteva nelle paludi, venisse raggiunto dal fuoco incrociato di Blenheim e Oberglauheim. L'approccio di Tallard era valido se fosse stato attuato in tutte le sue parti, ma in realtà permise a Marlborough di attraversare il Nebel senza gravi interferenze e di combattere la battaglia che aveva pianificato.

### Schieramento

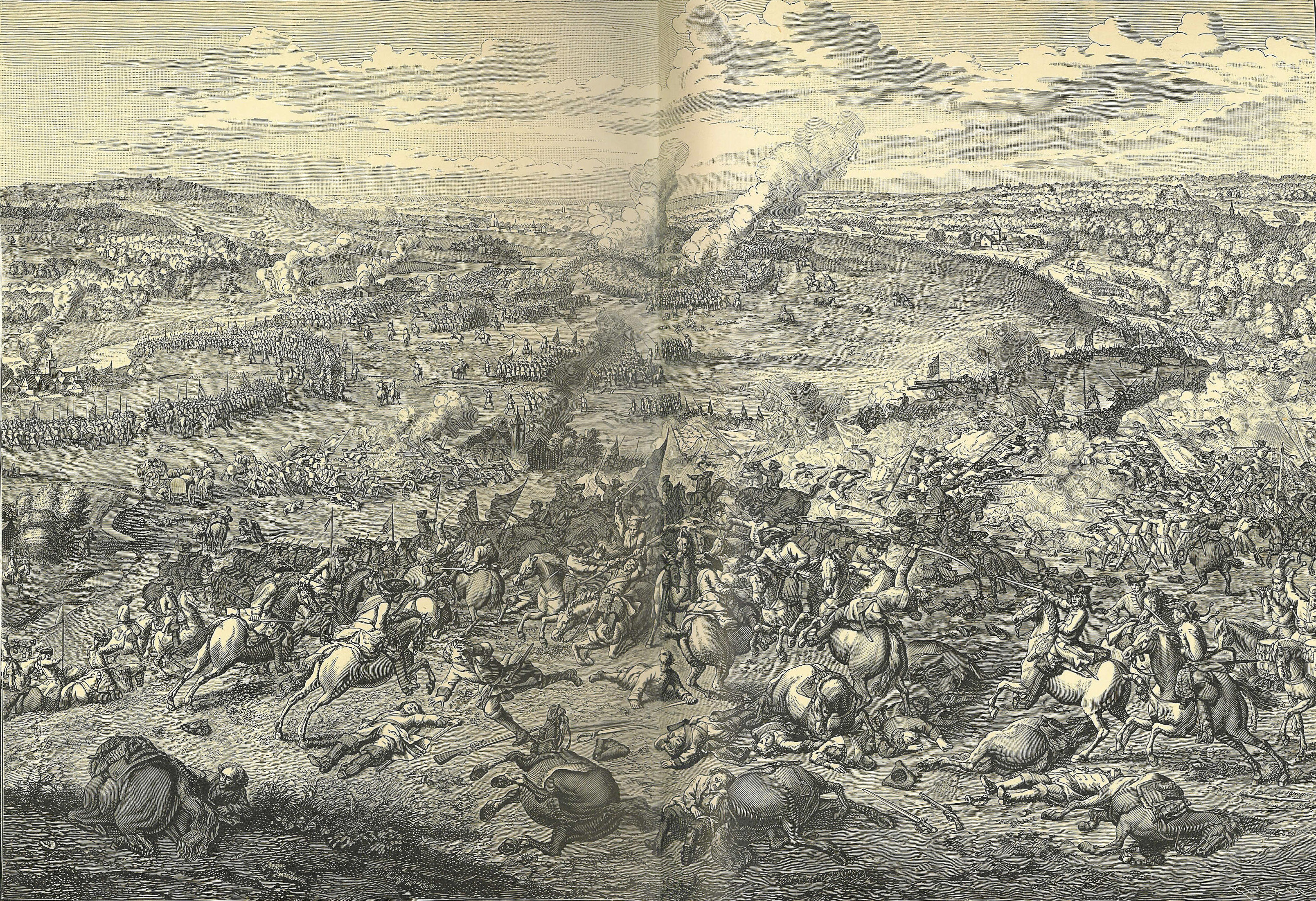
La battaglia di Blenheim, di Jan van Huchtenburgh

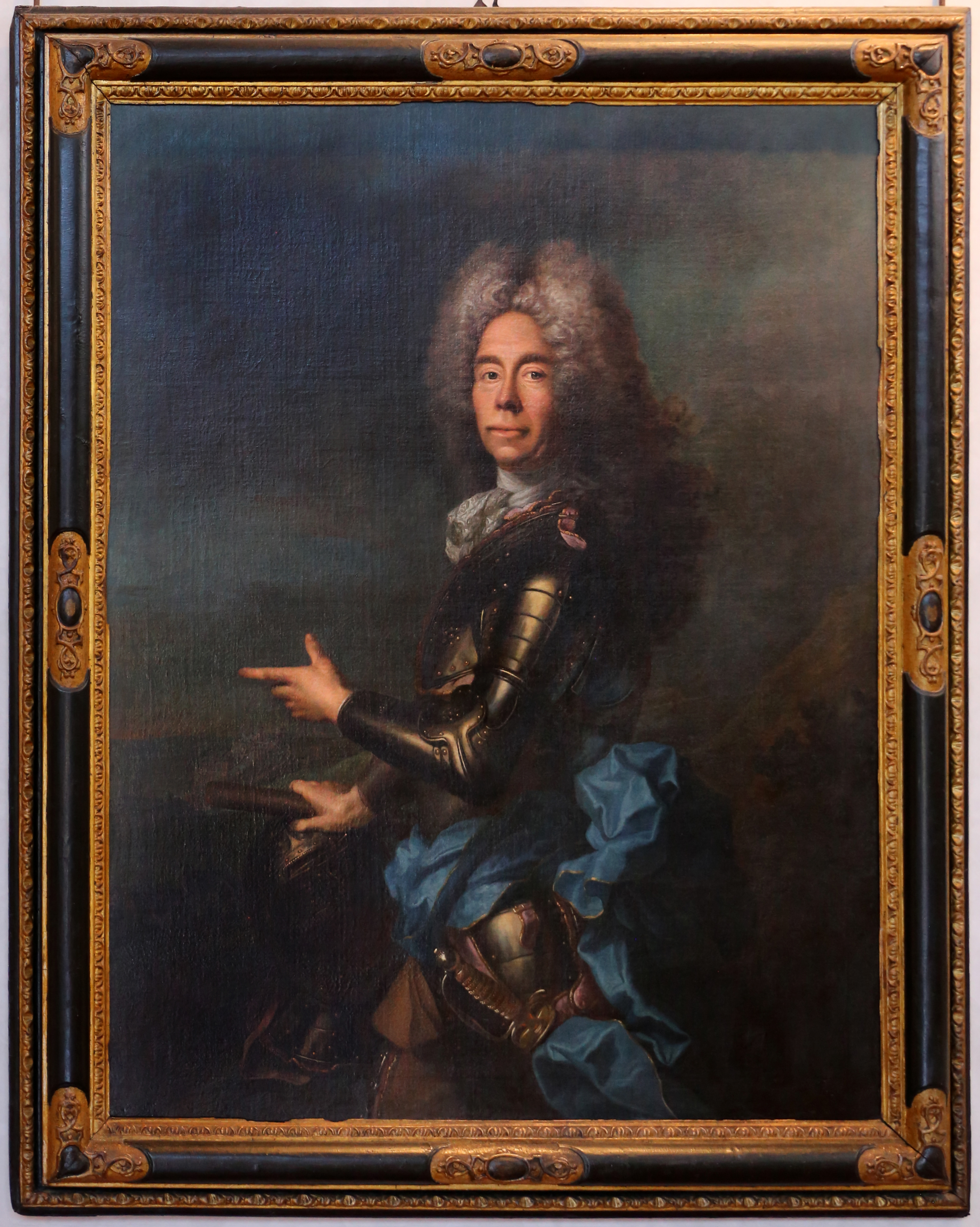
Ritratto di Alessandro Maffei, comandante della fanteria bavarese

I comandanti franco-bavaresi schierarono le loro forze. All'ala sinistra, nel villaggio di Lutzingen, il conte Alessandro Maffei posizionò cinque battaglioni bavaresi con una grande batteria di 16 cannoni ai margini del villaggio. Nei boschi a sinistra di Lutzingen, si posizionarono sette battaglioni francesi al comando di César Armand, marchese di Rozel. Tra Lutzingen e Oberglauheim Massimiliano collocò 27 squadroni di cavalleria e 14 squadroni bavaresi comandati da d'Arco, con altri 13 in appoggio nelle vicinanze sotto il barone Veit Heinrich Moritz Freiherr von Wolframsdorf. Alla loro destra si trovavano i 40 squadroni francesi e i 12 battaglioni di Marsin. Il villaggio di Oberglauheim era affollato di 14 battaglioni comandati da Jean-Jules-Armand Colbert, tra cui l'efficace brigata irlandese nota come «Oche selvatiche». Sei batterie di cannoni erano schierate a fianco del villaggio. Sulla destra di queste posizioni francesi e bavaresi, tra Oberglauheim e Blenheim, Tallard schierò 64 squadroni francesi e valloni, 16 dei quali forniti da Marsin, supportati da nove battaglioni francesi che si trovavano vicino alla strada di Höchstädt. Nel campo di grano vicino a Blenheim si trovavano tre battaglioni del Régiment de Roi. Nove battaglioni occupavano il villaggio stesso, comandati da Philippe, Marchese di Clérambault. Quattro battaglioni si trovavano nelle retrovie e altri undici erano di riserva. Questi battaglioni erano supportati dai dodici squadroni di dragoni smontati del conte Gabriel d'Hautefeuille. Alle 11:00 Tallard, Massimiliano e Marsin erano in posizione. Molti generali alleati esitavano ad attaccare una posizione così forte. George Hamilton, I conte di Orkney, disse in seguito che «se mi fosse stato chiesto di dare la mia opinione, sarei stato contrario».
Il Principe Eugenio doveva essere in posizione per le 11:00, ma a causa del terreno difficile e del fuoco nemico, i progressi furono lenti. La colonna di Cutts – che alle 10:00 aveva espulso il nemico da due mulini ad acqua sul Nebel – si era già schierata lungo il fiume contro Blenheim, sopportando nelle tre ore successive il duro fuoco di una batteria pesante da sei cannoni posizionata vicino al villaggio. Anche il resto dell'esercito di Marlborough, in attesa nei ranghi sul versante anteriore, fu costretto a sopportare il cannoneggiamento dell'artiglieria francese, subendo 2 000 perdite prima ancora che l'attacco potesse iniziare. Nel frattempo, gli ingegneri ripararono un ponte di pietra sul Nebel e costruirono altri cinque ponti o strade rialzate attraverso la palude tra Blenheim e Oberglauheim. L'ansia di Marlborough fu finalmente placata quando, poco dopo mezzogiorno, il colonnello William Cadogan riferì che la fanteria prussiana e danese del principe Eugenio erano in posizione – fu dato l'ordine per l'avanzata generale. Alle 13:00, Cutts ricevette l'ordine di attaccare il villaggio di Blenheim, mentre al Principe Eugenio fu richiesto di assaltare Lutzingen sul fianco destro alleato.

### Blenheim

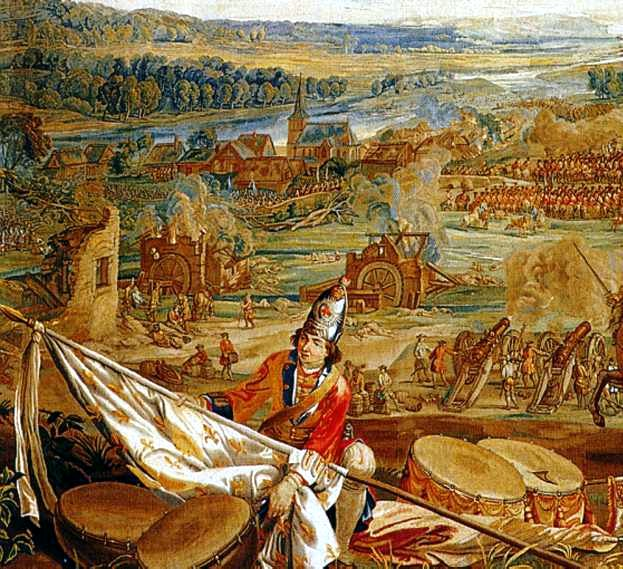
Parte dell'arazzo della Battaglia di Blenheim di Judocus de Vos al Blenheim Palace. Sullo sfondo il villaggio di Blenheim; al centro i due mulini ad acqua che Rowe dovette prendere per ottenere una testa di ponte sul Nebel. Il primo piano mostra un granatiere inglese con una bandiera reggimentali francese catturata.

Cutts ordinò alla brigata di Rowe di attaccare. La fanteria inglese si alzò dal bordo del Nebel e marciò silenziosamente verso Blenheim, a una distanza di circa 150 m. La brigata scozzese di James Ferguson appoggiò la sinistra di Rowe e si diresse verso le barricate tra il villaggio e il fiume, difese dai dragoni di Hautefeuille. Quando il raggio d'azione si avvicinò a 30 m, i francesi spararono una micidiale raffica. Rowe aveva ordinato ai suoi uomini di non sparare fino a quando non avesse battuto la spada sulle palizzate, ma mentre faceva un passo avanti per dare il segnale, cadde mortalmente ferito. I superstiti delle compagnie di testa colmarono i vuoti nei loro ranghi e si precipitarono in avanti. Piccoli gruppi penetrarono nelle difese, ma le ripetute raffiche francesi costrinsero gli inglesi ad arretrare e a subire pesanti perdite. Mentre l'attacco vacillava, otto squadroni di Gens d'Armes d'élite, comandati dal veterano ufficiale svizzero Béat Jacques II de Zurlauben, si abbatterono sulle truppe inglesi, tagliando il fianco scoperto del reggimento di Rowe. La brigata assiana di Wilkes, che si trovava nelle vicinanze, nell'erba paludosa al bordo dell'acqua, rimase salda e respinse le Gens d'Armes con un fuoco costante, consentendo agli inglesi e agli assiani di riordinarsi e di lanciare un altro attacco.
Anche se gli Alleati furono nuovamente respinti, questi attacchi persistenti a Blenheim alla fine diedero i loro frutti, gettando nel panico Clérambault che commise il peggior errore francese della giornata. Senza consultare Tallard, Clérambault ordinò ai suoi battaglioni di riserva di entrare nel villaggio, sconvolgendo l'equilibrio della posizione francese e annullando la superiorità numerica francese. «Gli uomini erano così ammassati gli uni sugli altri», scrisse Mérode-Westerloo, «che non potevano nemmeno sparare, figuriamoci ricevere o eseguire ordini». Marlborough, accortosi dell'errore, annullò l'intenzione di Cutts di sferrare un terzo attacco e gli ordinò semplicemente di contenere il nemico all'interno di Blenheim; non più di 5 000 soldati alleati riuscirono a contenere il doppio della fanteria e dei dragoni francesi.

### Lutzingen
(Mérode-Westerloo, Spencer 2005, p. 270.)

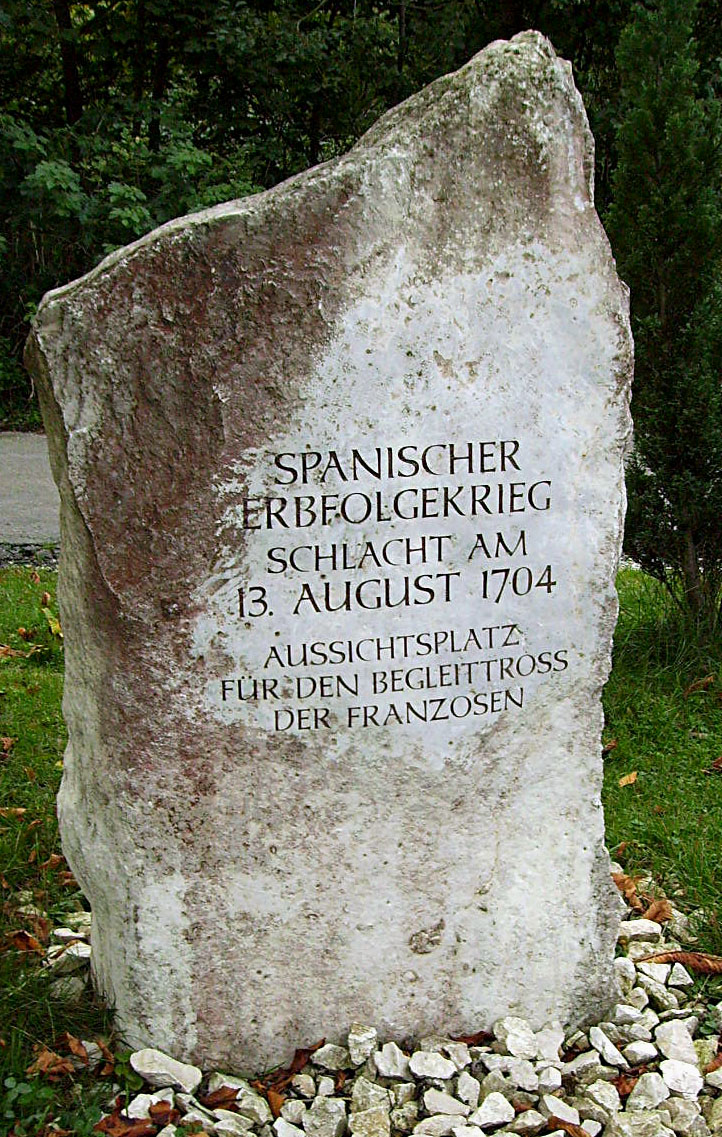
Memoriale della battaglia di Blenheim 1704, Lutzingen, Germania

Sulla destra alleata, le forze prussiane e danesi del principe Eugenio stavano combattendo disperatamente contro le forze numericamente superiori di Massimiliano e Marsin. Leopoldo I, principe di Anhalt-Dessau guidò quattro brigate attraverso il Nebel per assaltare la posizione ben fortificata di Lutzingen. Qui il Nebel era un ostacolo minore, ma la grande batteria posizionata ai margini del villaggio godeva di un buon campo di fuoco sul terreno aperto che si estendeva fino alla frazione di Schwennenbach. Non appena la fanteria attraversò il torrente, fu colpita dalla fanteria di Maffei e dalle salve dei cannoni bavaresi posizionati sia davanti al villaggio sia d'infilata sulla linea di bosco a destra. Nonostante le pesanti perdite, i prussiani tentarono di assaltare la grande batteria, mentre i danesi, al comando del conte Jobst von Scholten, cercarono di scacciare la fanteria francese dai boschetti oltre il villaggio.
Con la fanteria pesantemente impegnata, la cavalleria del principe Eugenio si fece strada attraverso il Nebel. Dopo un iniziale successo, la sua prima linea di cavalleria, sotto il generale imperiale della cavalleria, principe Massimiliano di Hannover, fu incalzata dalla seconda linea di cavalleria di Marsin e costretta a tornare oltre il Nebel in preda alla confusione. I francesi, esausti, non furono in grado di dare seguito al loro vantaggio ed entrambe le forze di cavalleria cercarono di raggrupparsi e di riordinare i loro ranghi. Senza il sostegno della cavalleria e minacciata di essere avviluppata, la fanteria prussiana e danese fu a sua volta costretta a ritirarsi attraverso il Nebel. Il panico attanagliò alcune delle truppe del principe Eugenio mentre attraversavano il torrente. Dieci bandiere reggimentali di fanteria andarono perdute a favore dei bavaresi e centinaia di prigionieri furono fatti prigionieri; solo grazie alla guida del principe Eugenio e del principe Massimiliano di Hannover si evitò che la fanteria imperiale abbandonasse il campo.
Dopo aver radunato le sue truppe nei pressi di Schwennenbach – ben oltre il punto di partenza – il principe Eugenio si preparò a sferrare un secondo attacco, guidato dagli squadroni di seconda linea al comando del Duca di Württemberg-Teck. Ancora una volta furono presi dal micidiale fuoco incrociato dell'artiglieria di Lutzingen e Oberglauheim e furono nuovamente respinti in disordine. I francesi e i bavaresi erano disordinati quasi quanto i loro avversari e anch'essi avevano bisogno dell'ispirazione del loro comandante, Massimiliano, che fu visto «... cavalcare su e giù e ispirare i suoi uomini con nuovo coraggio». La fanteria danese e prussiana di Anhalt-Dessau attaccò una seconda volta, ma non riuscì a sostenere l'avanzata senza un adeguato sostegno. Ancora una volta ripiegarono oltre il torrente.

### Centro e Oberglauheim

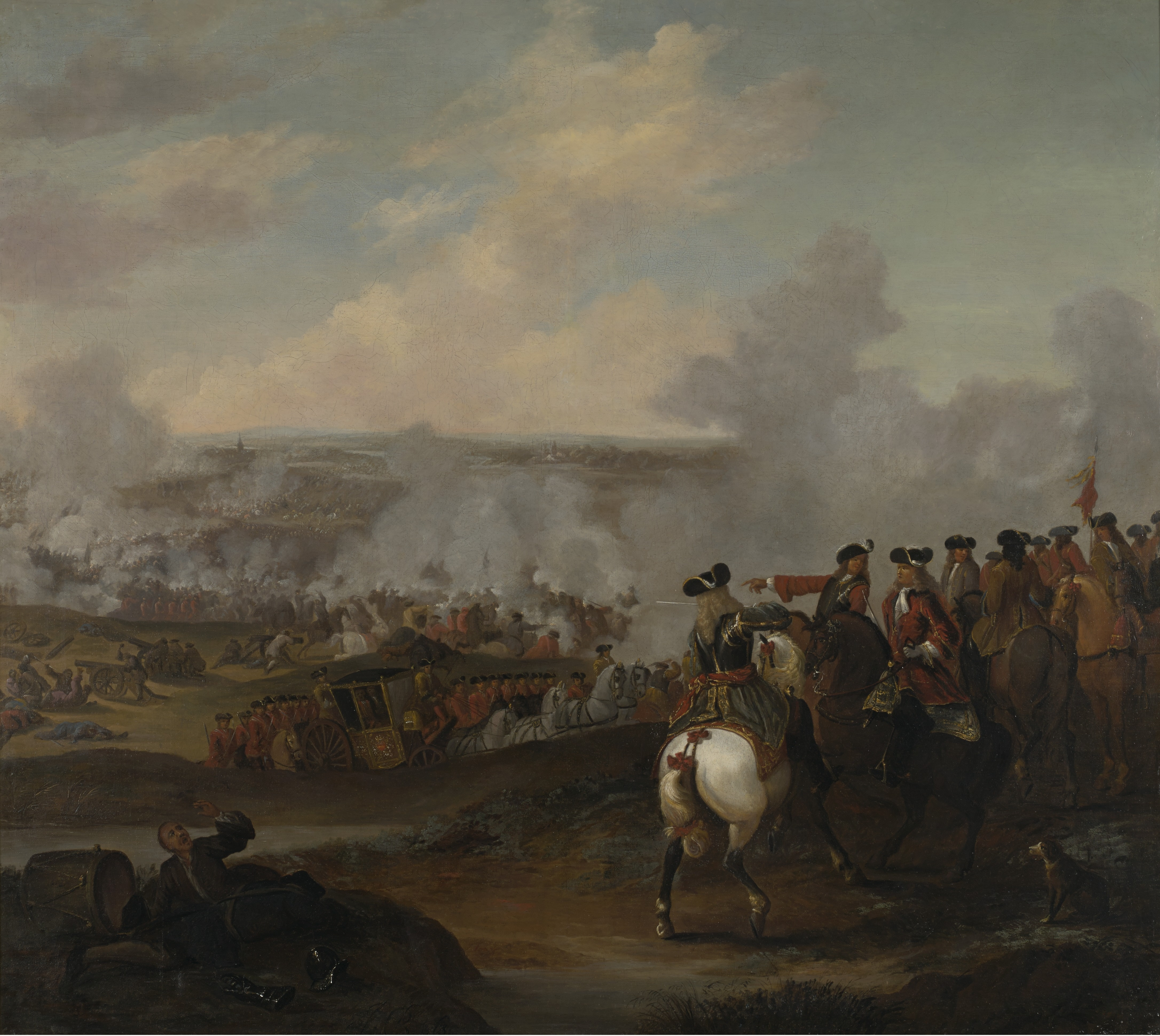
La battaglia di Blenheim di Joshua Ross

Mentre si svolgevano questi eventi intorno a Blenheim e Lutzingen, Marlborough si preparava ad attraversare il Nebel. La brigata di Hulsen, composta da assiani e hannoveriani, e la brigata britannica del conte di Orkney avanzarono attraverso il torrente, sostenute da dragoni britannici smontati e da dieci squadroni di cavalleria britannica. Questa forza di copertura permise alla fanteria olandese, britannica e tedesca di Charles Churchill e ad altre unità di cavalleria di avanzare e formarsi nella pianura al di là. Marlborough dispose i suoi battaglioni di fanteria in modo originale, con spazi sufficienti a permettere alla cavalleria di muoversi liberamente tra di loro. Marlborough ordinò alla formazione di avanzare. Ancora una volta le Gens d'Armes di Zurlauben caricarono, cercando di sbaragliare la cavalleria inglese di Henry Lumley che collegava la colonna di Cutts rivolta verso Blenheim con la fanteria di Churchill. Quando la cavalleria francese d'élite attaccò, fu affrontata da cinque squadroni inglesi guidati dal colonnello Francis Palmes. Per la costernazione dei francesi, le Gens d'Armes furono respinte nella confusione e inseguite ben oltre il torrente Maulweyer che attraversa Blenheim. «Cosa? È possibile?» esclamò Massimiliano «Che i signori di Francia fuggano?» Palmes tentò di dare seguito al suo successo, ma fu respinto da altra cavalleria francese e dal fuoco dei moschetti provenienti dalle ultime propaggini di Blenheim.
Ciononostante, Tallard fu allarmato dalla sconfitta della Gens d'Armes e attraversò urgentemente il campo per chiedere a Marsin dei rinforzi; ma, essendo pressato dal principe Eugenio – il cui secondo attacco era in pieno svolgimento – Marsin rifiutò. Mentre Tallard si consultava con Marsin, altre fanterie furono portate a Blenheim da Clérambault. Fatalmente Tallard, pur essendo a conoscenza della situazione, non fece nulla per porvi rimedio, lasciandogli solo i nove battaglioni di fanteria vicino alla strada di Höchstädt per contrastare le massicce file nemiche al centro. Zurlauben tentò ancora una volta di disturbare gli Alleati che si stavano formando sul lato di Tallard del torrente. La sua cavalleria di prima linea si lanciò in avanti lungo il dolce pendio verso il Nebel, ma gli attacchi mancavano di coordinamento e le continue raffiche della fanteria alleata sconcertarono i cavalieri francesi. Durante queste schermaglie Zurlauben fu ferito a morte e morì due giorni dopo. A questo punto erano passate da poco le 15:00.
La cavalleria danese, sotto il comando di Carl Rudolf, duca di Württemberg-Neuenstadt, aveva completato il lento attraversamento del Nebel presso Oberglauheim. Ostacolati dalla fanteria di Marsin nei pressi del villaggio, i danesi furono ricacciati oltre il torrente. La fanteria olandese del conte Horn riuscì a respingere i francesi dalla riva, ma era evidente che prima che Marlborough potesse lanciare il suo sforzo principale contro Tallard, Oberglauheim doveva essere messa in sicurezza.
Il conte Horn diede ordine ad Anton Günther, Fürst von Holstein-Beck di conquistare il villaggio, ma le sue due brigate olandesi furono ridotte in pezzi dalle truppe francesi e irlandesi, che catturarono e ferirono gravemente Holstein-Beck durante l'azione. La battaglia era ormai in bilico. Se la colonna olandese di Holstein-Beck fosse stata distrutta, l'esercito alleato si sarebbe diviso in due: l'ala del Principe Eugenio sarebbe stata isolata da quella di Marlborough, passando l'iniziativa alle forze franco-bavaresi. Vedendo l'opportunità, Marsin ordinò alla sua cavalleria di cambiare fronte al Principe Eugenio e di girare verso la loro destra e il fianco aperto della fanteria di Churchill schierata davanti a Unterglau. Marlborough, che aveva attraversato il Nebel su un ponte di fortuna per prendere il controllo personale, ordinò ai battaglioni hannoveriani di Hulsen di sostenere la fanteria olandese. Furono chiamati in causa anche una batteria di artiglieria da nove cannoni e una brigata di cavalleria olandese sotto Averock, ma la cavalleria fu presto messa sotto pressione dai più numerosi squadroni di Marsin.
Marlborough chiese ora al principe Eugenio di liberare il conte Hendrick Fugger e la sua brigata di corazzieri imperiali per aiutarli a respingere la spinta della cavalleria francese. Nonostante le sue difficoltà, il principe Eugenio si adeguò subito. Sebbene il torrente Nebel si trovasse tra gli squadroni di Fugger e Marsin, i francesi furono costretti a cambiare fronte per far fronte a questa nuova minaccia, impedendo così a Marsin di colpire la fanteria di Marlborough. I corazzieri di Fugger caricarono e, colpendo con un angolo favorevole, respinsero in disordine gli squadroni di Marsin. Con l'appoggio delle batterie di Blood, la fanteria assiana, hannoveriana e olandese – ora comandata dal conte Berensdorf – riuscì a respingere la fanteria francese e irlandese a Oberglauheim, in modo che non potesse più minacciare il fianco di Churchill mentre si muoveva contro Tallard. Il comandante francese del villaggio, de Blainville, fu annoverato tra le pesanti perdite.

### Sfondamento
(Lord Orkney, Falkner 2004, p. 86.)

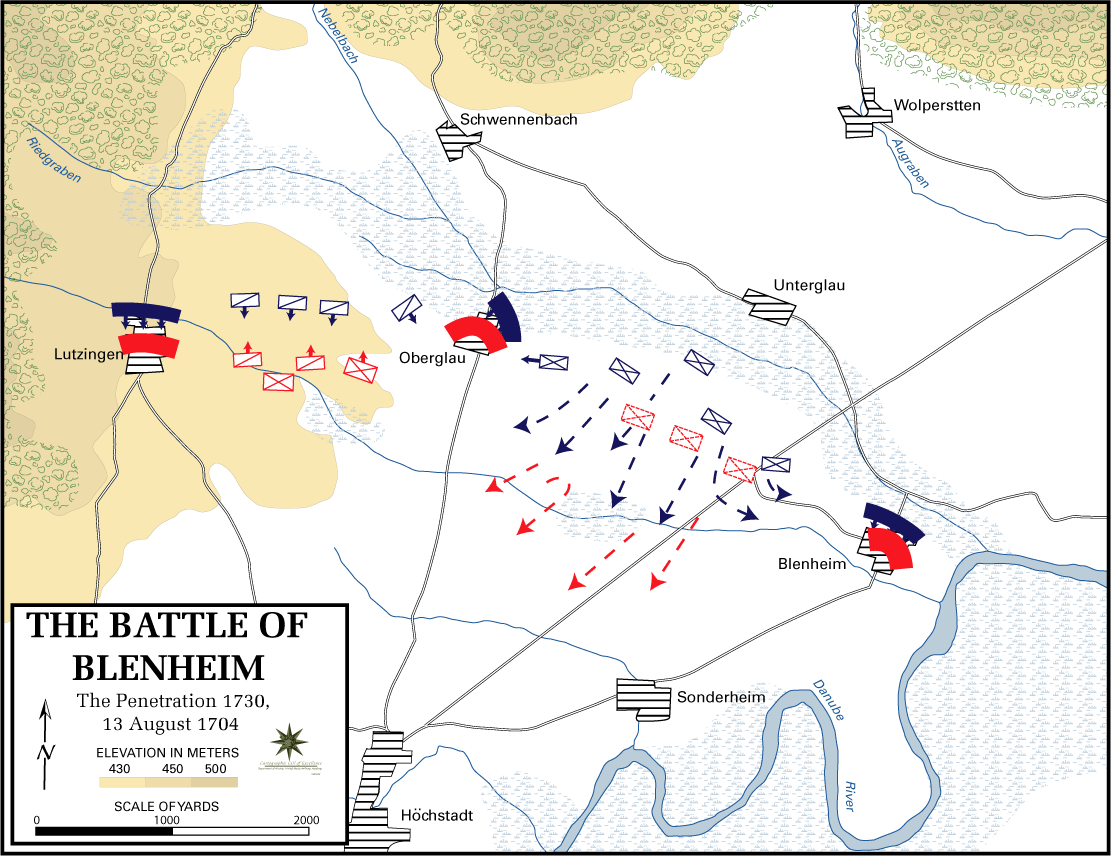
Sfondamento: Posizione della battaglia alle 17:30.

Alle 16:00, con gran parte dell'esercito franco-bavarese assediato a Blenheim e Oberglau, il centro alleato di 81 squadroni (nove squadroni erano stati trasferiti dalla colonna di Cutts) supportati da 18 battaglioni era saldamente piantato in mezzo alla linea francese di 64 squadroni e nove battaglioni di reclute. Ci fu una pausa nella battaglia: Marlborough voleva attaccare simultaneamente su tutto il fronte e il principe Eugenio, dopo il suo secondo insuccesso, aveva bisogno di tempo per riorganizzarsi.
Poco dopo le 17:00 tutto era pronto sul fronte alleato. Le due linee di cavalleria di Marlborough si erano spostate in testa alla sua linea di battaglia, con le due linee di fanteria a sostegno dietro di loro. Mérode-Westerloo tentò di far uscire alcune fanterie francesi ammassate a Blenheim, ma Clérambault ordinò alle truppe di rientrare nel villaggio. La cavalleria francese si impegnò ancora una volta contro la prima linea alleata – gli inglesi e gli scozzesi di Lumley sulla sinistra alleata e gli squadroni olandesi e tedeschi di Reinhard Vincent Graf von Hompesch sulla destra alleata. Gli squadroni di Tallard, privi del sostegno della fanteria e stanchi, riuscirono a respingere la prima linea alleata fino al suo sostegno di fanteria. Con la battaglia non ancora vinta, Marlborough dovette rimproverare uno dei suoi ufficiali di cavalleria che stava tentando di lasciare il campo: «Signore, vi state sbagliando, il nemico si trova da quella parte...». Marlborough ordinò alla seconda linea alleata, guidata da Cuno Josua von Bülow e Friedrich Johann von Bothmer, di avanzare e, sfondando il centro, gli Alleati sbaragliarono finalmente la stanca cavalleria di Tallard. Il colonnello dei dragoni prussiani, Ludwig von Blumenthal, e il suo secondo in comando, il tenente colonnello von Hacke, caddero uno accanto all'altro, ma la carica riuscì. Con la cavalleria in fuga, i restanti nove battaglioni di fanteria francesi combatterono con disperato valore, cercando di formare un quadrato, ma furono sopraffatti dal fuoco ravvicinato dell'artiglieria e dei plotoni di Blood. Mérode-Westerloo scrisse in seguito: «Morirono tutti dove si trovavano, disposti in aperta pianura, senza il sostegno di nessuno».

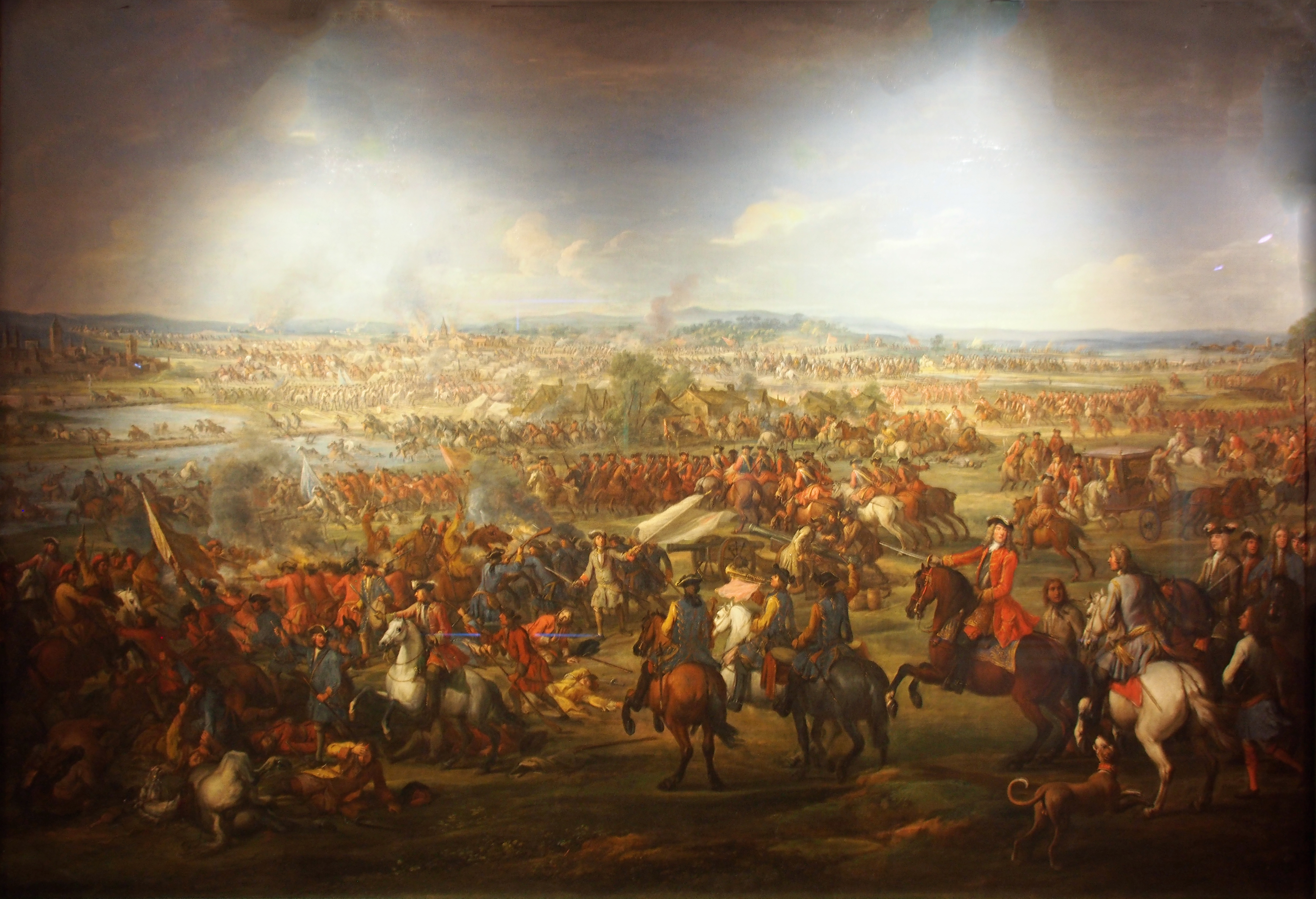
La battaglia di Blenheim di John Wootton

La maggior parte delle truppe di Tallard in ritirata si diresse verso Höchstädt, ma in gran parte non riuscirono a raggiungere la città, precipitando invece nel Danubio, dove più di 3 000 cavalieri francesi annegarono; altri furono falciati dalla cavalleria alleata che li inseguiva. Il marchese di Gruignan tentò un contrattacco, che fu respinto da parte dagli Alleati trionfanti. Dopo un ultimo appello dietro le tende del suo accampamento, gridando l'implorazione di restare in piedi e combattere, Tallard fu raggiunto dalla rotta e spazzato via verso Sonderheim. Circondato da uno squadrone di truppe dell'Assia, Tallard si arrese al tenente colonnello de Boinenburg, aiutante di campo del Principe d'Assia-Kassel, e fu inviato sotto scorta a Marlborough. Marlborough accolse il comandante francese: «Sono molto dispiaciuto che una così crudele disgrazia si sia abbattuta su un soldato per il quale nutro la massima stima».
Nel frattempo, gli Alleati avevano nuovamente attaccato il caposaldo bavarese di Lutzingen. Il principe Eugenio si esasperò per le prestazioni della sua cavalleria imperiale, il cui terzo attacco era fallito: aveva già fucilato due dei suoi soldati per evitare una fuga generale. Allora, dichiarando con disgusto di voler «combattere tra uomini coraggiosi e non tra codardi», il principe Eugenio andò all'attacco con la fanteria prussiana e danese, come fece Leopoldo I, sventolando una bandiera reggimentale per ispirare le sue truppe. Questa volta i prussiani riuscirono a prendere d'assalto la grande batteria bavarese e a sopraffare gli addetti ai cannoni. Oltre il villaggio, i danesi di Scholten sconfissero la fanteria francese in una disperata lotta corpo a corpo alla baionetta. Quando videro che il centro si era rotto, Massimiliano e Marsin decisero che la battaglia era persa; come i resti dell'esercito di Tallard, fuggirono dal campo di battaglia, anche se in ordine migliore rispetto agli uomini di Tallard. I tentativi di organizzare una forza alleata per impedire la ritirata di Marsin fallirono a causa dell'esaurimento della cavalleria e della crescente confusione sul campo.

### Caduta di Blenheim
(Soldato Deane del 1° Reggimento Foot Guards, in Spencer 2005, p. 294.)

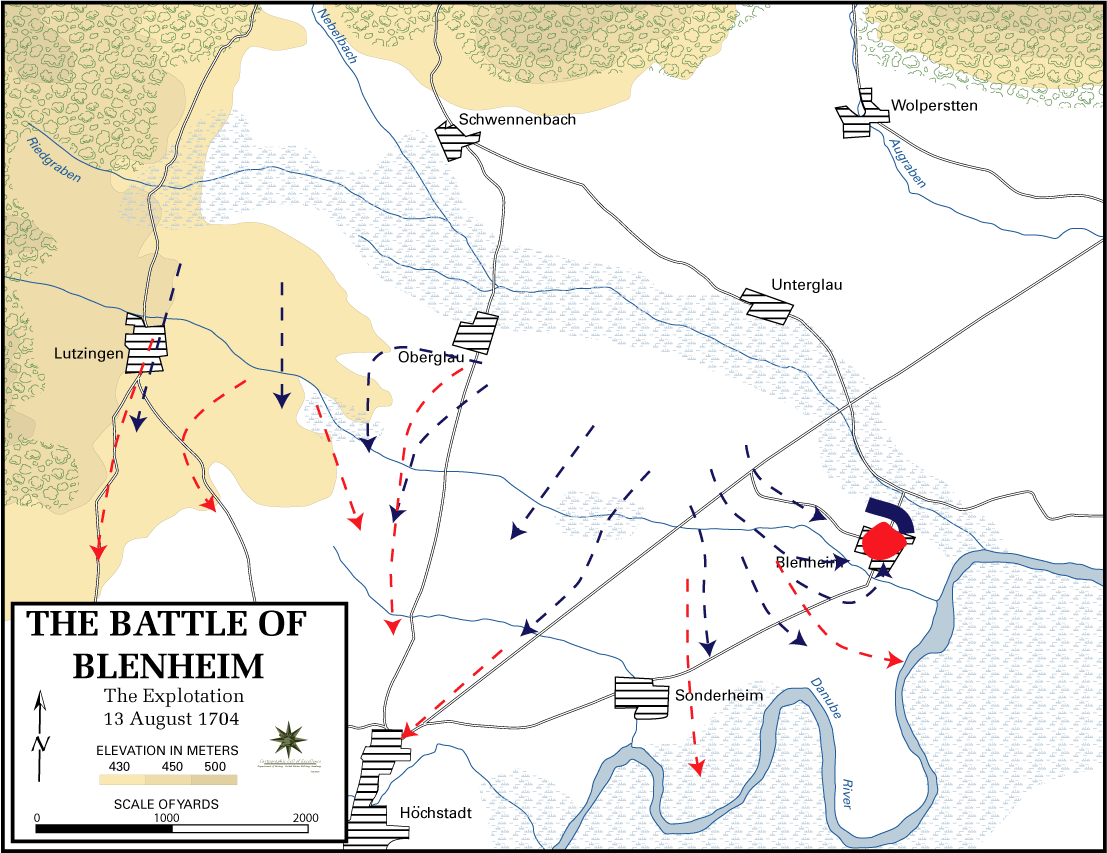
Insegumimento

Marlborough ora distolse la sua attenzione dal nemico in fuga per ordinare a Churchill di distaccare altra fanteria e assaltare Blenheim. La fanteria di Orkney, la brigata inglese di Hamilton e gli hannoveriani di St Paul si mossero attraverso il grano calpestato verso le case. I feroci combattimenti corpo a corpo costrinsero gradualmente i francesi a dirigersi verso il centro del villaggio, all'interno e intorno al sagrato della chiesa che era stato preparato per la difesa. Furono inviati anche i dragoni smontati di Lord John Hay e Charles Ross, ma subirono la contro-carica dei reggimenti dell'Artois e della Provenza al comando del colonnello de la Silvière. Gli hannoveriani del colonnello Belville furono immessi nella battaglia per rafforzare la determinazione dei dragoni, che attaccarono di nuovo. I progressi degli alleati furono lenti e difficili e, come i difensori, subirono molte perdite.
Molti dei cottage stavano ora bruciando, oscurando il campo di fuoco e spingendo i difensori fuori dalle loro posizioni. Sentendo il frastuono della battaglia a Blenheim, Tallard inviò un messaggio a Marlborough offrendo di ordinare alla guarnigione di ritirarsi dal campo. «Informate Monsieur Tallard», rispose Marlborough, «che nella posizione in cui si trova ora non ha alcun comando». Tuttavia, all'imbrunire, il comandante alleato era ansioso di una rapida conclusione. La fanteria francese combatté tenacemente per mantenere la posizione a Blenheim, ma il suo comandante non si trovava da nessuna parte. Ormai Blenheim era sotto attacco da ogni lato da parte di tre generali britannici: Cutts, Churchill e Orkney. I francesi avevano respinto ogni attacco, ma molti avevano visto cosa era successo in pianura: il loro esercito era stato sbaragliato e loro erano tagliati fuori. Orkney, che attaccava dalle retrovie, tentò ora una tattica diversa: «... mi venne in mente di battere il tasto della trattativa», scrisse in seguito, «che accettarono e subito il loro brigadiere de Nouville capitolò con me per essere prigioniero a discrezione e deporre le armi». Minacciate dai cannoni alleati, altre unità seguirono il loro esempio. Solo alle 21:00 il marchese de Blanzac, che aveva assunto il comando in assenza di Clérambault, accettò a malincuore l'inevitabilità della sconfitta e circa 10 000 dei migliori fanti francesi deposero le armi.
Durante questi eventi Marlborough era ancora in sella per organizzare l'inseguimento del nemico in rotta. Fermandosi un attimo, scarabocchiò sul retro di una vecchia banconota da osteria un biglietto indirizzato alla moglie, Sarah: «Non ho tempo di dire altro se non di pregarti di porgere i miei ossequi alla Regina, e di farle sapere che il suo esercito ha ottenuto una gloriosa vittoria».

## Conseguenze

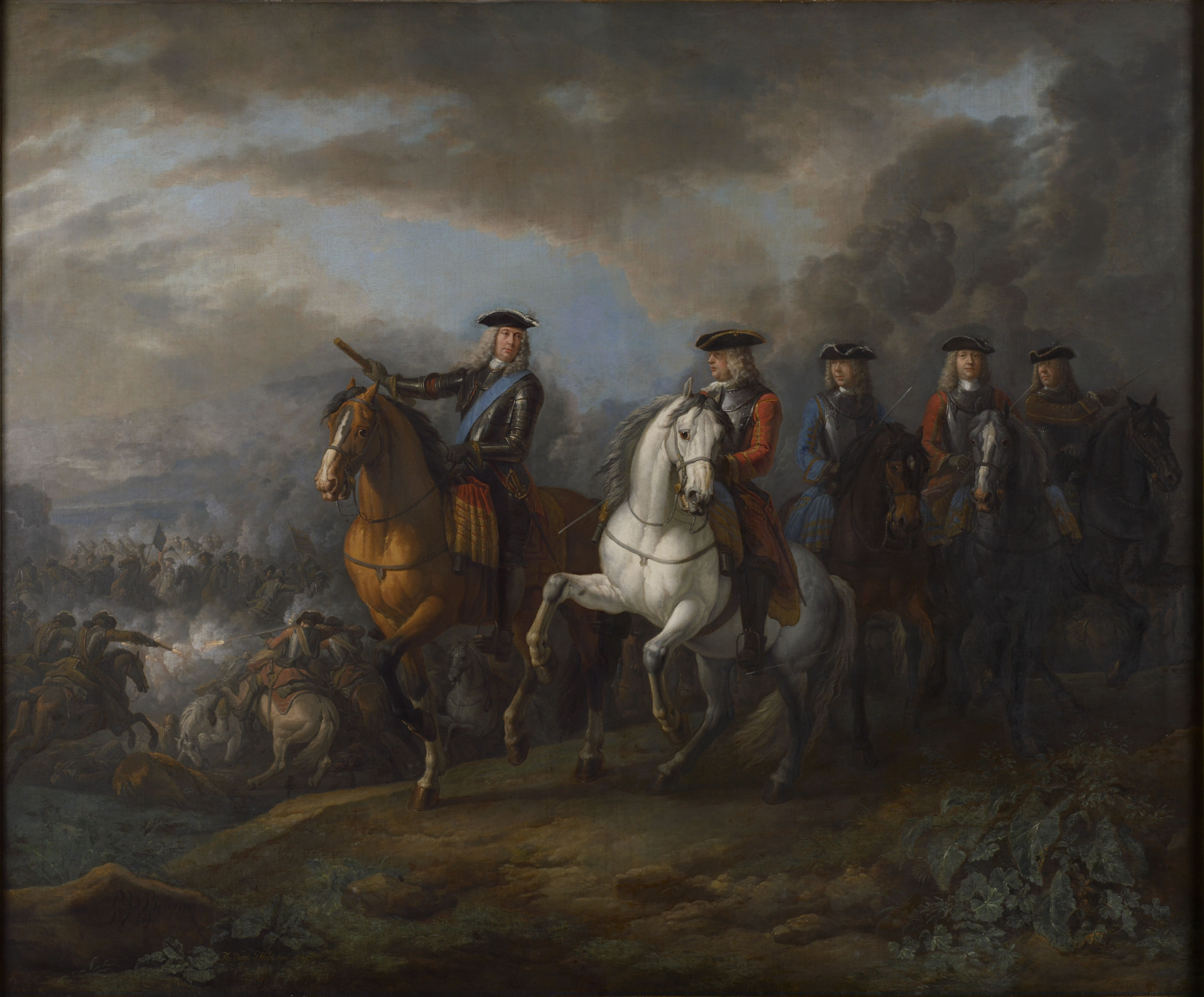
Marlborough e Cadogan alla battaglia di Blenheim, di Pieter van Bloemen

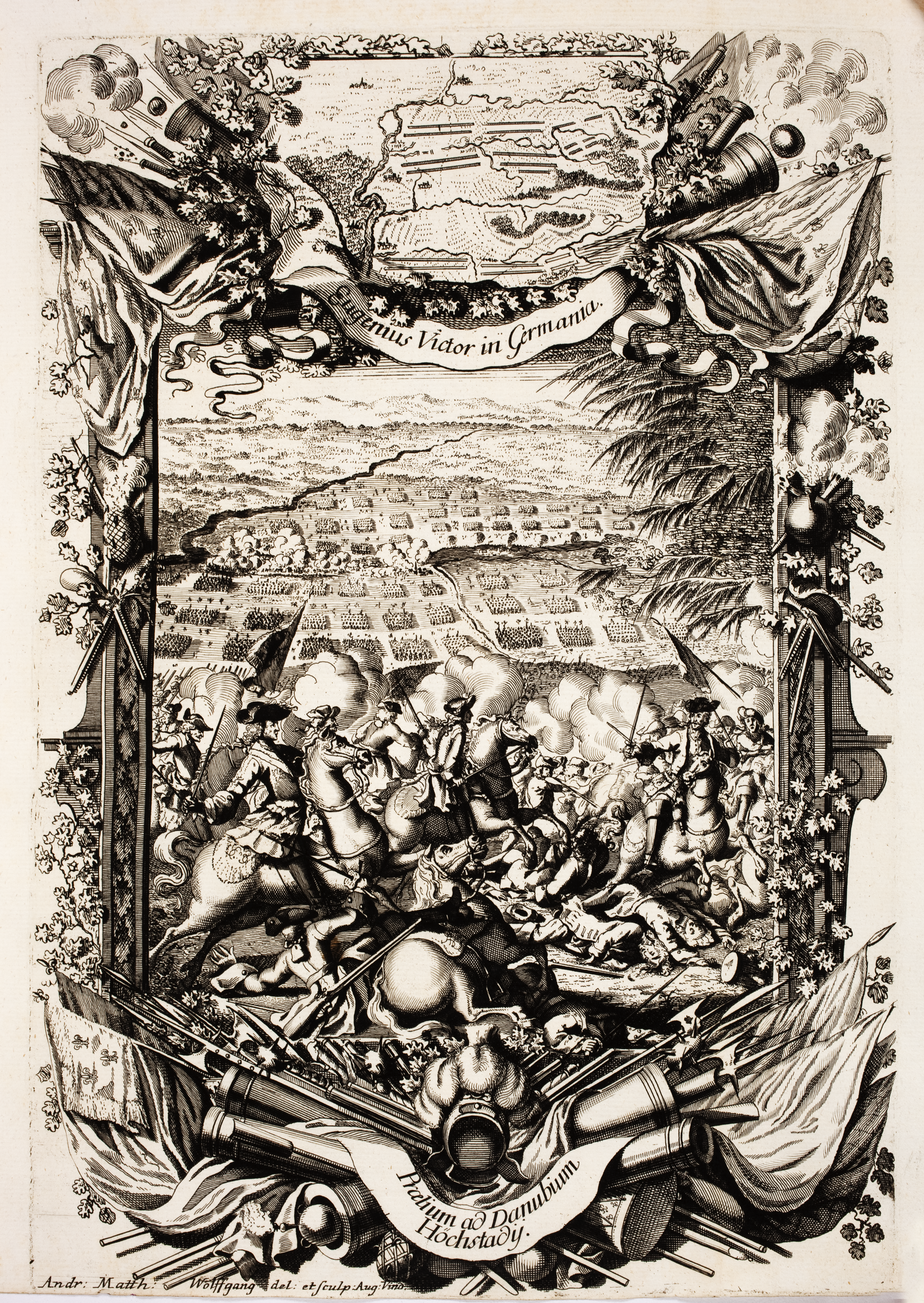
Battaglia di Höchstädt di Wolfgang e Vind

Le perdite francesi furono immense, con oltre 27 000 tra morti, feriti e prigionieri. Inoltre il mito dell'invincibilità francese era stato distrutto e le speranze di re Luigi di una pace vittoriosa e anticipata erano finite. Mérode-Westerloo riassunse le accuse contro l'esercito di Tallard:
(Chandler 2003, p. 149)
Fu una battaglia molto combattuta, che portò il principe Eugenio a osservare: «Non ho uno squadrone o un battaglione che non abbia caricato almeno quattro volte».
Sebbene la guerra si trascinasse per anni, la battaglia di Blenheim fu probabilmente la vittoria più decisiva; Marlborough e il principe Eugenio avevano salvato l'Impero asburgico e quindi preservato la Grande Alleanza dal collasso. Monaco, Augusta, Ingolstadt, Ulma e il restante territorio della Baviera caddero presto nelle mani degli Alleati. Con il trattato di Ilbesheim, firmato il 7 novembre, la Baviera fu posta sotto il dominio militare austriaco, permettendo agli Asburgo di utilizzare le sue risorse per il resto del conflitto.
I resti dell'ala di Massimiliano e Marsin tornarono zoppicando a Strasburgo, perdendo altri 7 000 uomini per diserzione. Nonostante gli fosse stata offerta la possibilità di rimanere come sovrano della Baviera, secondo i rigidi termini di un'alleanza con l'Austria, Massimiliano lasciò il suo Paese e la sua famiglia per continuare la guerra contro gli Alleati dai Paesi Bassi spagnoli, dove ricopriva ancora la carica di governatore generale. Tallard - che, a differenza dei suoi subordinati, non fu riscattato o scambiato - fu portato in Inghilterra e imprigionato a Nottingham fino al suo rilascio nel 1711.
La campagna del 1704 durò più a lungo del solito, perché gli Alleati cercarono di ottenere il massimo vantaggio. Rendendosi conto che la Francia era troppo potente per essere costretta alla pace da una sola vittoria, il principe Eugenio, Marlborough e il principe Luigi si incontrarono per pianificare le loro prossime mosse. Per l'anno successivo Marlborough propose una campagna lungo la valle della Mosella per portare la guerra in profondità in Francia. Ciò richiedeva la cattura dell'importante fortezza di Landau, a guardia del Reno, e delle città di Treviri e Trarbach sulla Mosella stessa. Treviri fu presa il 27 ottobre e Landau cadde il 23 novembre per mano del principe Luigi e del principe Eugenio; con la caduta di Trarbach, il 20 dicembre, si concluse la stagione della campagna del 1704. La prevista offensiva non si concretizzò mai, poiché l'esercito della Grande Alleanza dovette lasciare la Mosella per difendere Liegi da una controffensiva francese. La guerra continuò per un altro decennio.
Marlborough tornò in Inghilterra il 14 dicembre (O.S) con l'acclamazione della regina Anna e del Paese. Nei primi giorni di gennaio, i 110 stendardi della cavalleria e le 128 bandiere reggimentali della fanteria catturati durante la battaglia furono portati in processione alla Westminster Hall. Nel febbraio 1705, la regina Anna, che aveva nominato Marlborough duca nel 1702, gli concesse il Parco di Woodstock e gli promise una somma di 240 000 sterline per la costruzione di una casa adeguata, come dono di una Corona riconoscente in riconoscimento della sua vittoria; ciò portò alla costruzione di Blenheim Palace. Lo storico britannico Sir Edward Shepherd Creasy considera Blenheim una delle battaglie cruciali della storia, scrivendo: «Se non fosse stato per Blenheim, tutta l'Europa potrebbe oggi soffrire per l'effetto delle conquiste francesi che assomigliano a quelle di Alessandro per estensione e a quelle dell'Romani per durata». Lo storico militare John A. Lynn ritiene che questa affermazione sia ingiustificata, in quanto re Luigi non ebbe mai un tale obiettivo: la campagna in Baviera aveva solo lo scopo di ottenere un accordo di pace favorevole e non il dominio sull'Europa.
Il poeta laghista Robert Southey criticò la battaglia di Blenheim nel suo poema contro la guerra After Blenheim, ma in seguito lodò la vittoria come «la più grande vittoria che abbia mai fatto onore alle armi britanniche».